# 布氏絨鰕鱂
布氏絨鰕鱂，為輻鰭魚綱鯉齒目鰕鱂亞目溪鱂科的其中一種，為熱帶淡水魚，分布於南美洲玻利維亞淡水流域，體長可達3.2公分，棲息在氾濫平原的季節性水塘，生活習性不明。

## 擴展閱讀
維基物種上的相關：布氏絨鰕鱂